# Oxigen fosc
La producció d'oxigen fosc (DOP) es refereix a la generació d'oxigen molecular (O2) mitjançant processos que no impliquen fotosíntesi oxigenada dependent de la llum. Mentre que la majoria de l'oxigen de la Terra és produït per plantes i microorganismes fotosintètics actius mitjançant la fotosíntesi, la DOP es produeix mitjançant una varietat de processos abiòtics i biòtics i pot donar suport al metabolisme aeròbic en ambients foscos i anòxics.

## DOP abiòtic
La DOP abiòtica es pot produir a través de diversos mecanismes, com ara:
- Radiòlisi de l'aigua: aquest procés normalment té lloc en ecosistemes geològics foscos, com els aqüífers, on la descomposició dels elements radioactius a la roca circumdant condueix a la ruptura de les molècules d'aigua, produint O2.

- Oxidació de radicals lligats a la superfície: en minerals que contenen silici com el quars, els radicals lligats a la superfície poden patir oxidació, contribuint a la producció d'O2.

A més de la formació directa d'O2, aquests processos sovint produeixen espècies reactives d'oxigen (ROS), com ara radicals hidroxil (OH•), superòxid (O2•-) i peròxid d'hidrogen (H2O2). Aquests ROS es poden convertir en O2 i aigua, ja sigui biòticament, mitjançant enzims com la superòxid dismutasa i la catalasa, o abiòticament, mitjançant reaccions amb ferro fèrric i altres metalls reduïts.

## DOP biòtic
La DOP biòtica la realitzen els microorganismes mitjançant diferents processos microbians, que inclouen:
- Dismutació de clorit: Això implica la dismutació de clorit (ClO2-) en ions O2 i clorur.
- Dismutació de l'òxid nítric: implica la dismutació de l'òxid nítric (NO) en O2 i gas dinitrogen (N2) o òxid nitrós (N2O).
- Lisi de l'aigua mitjançant metanobactines: les metanobactines poden lisar les molècules d'aigua per produir O2.

## Evidència experimental
Estudis recents han proporcionat evidències convincents per a la DOP en diversos entorns geològics i subsuperficials:

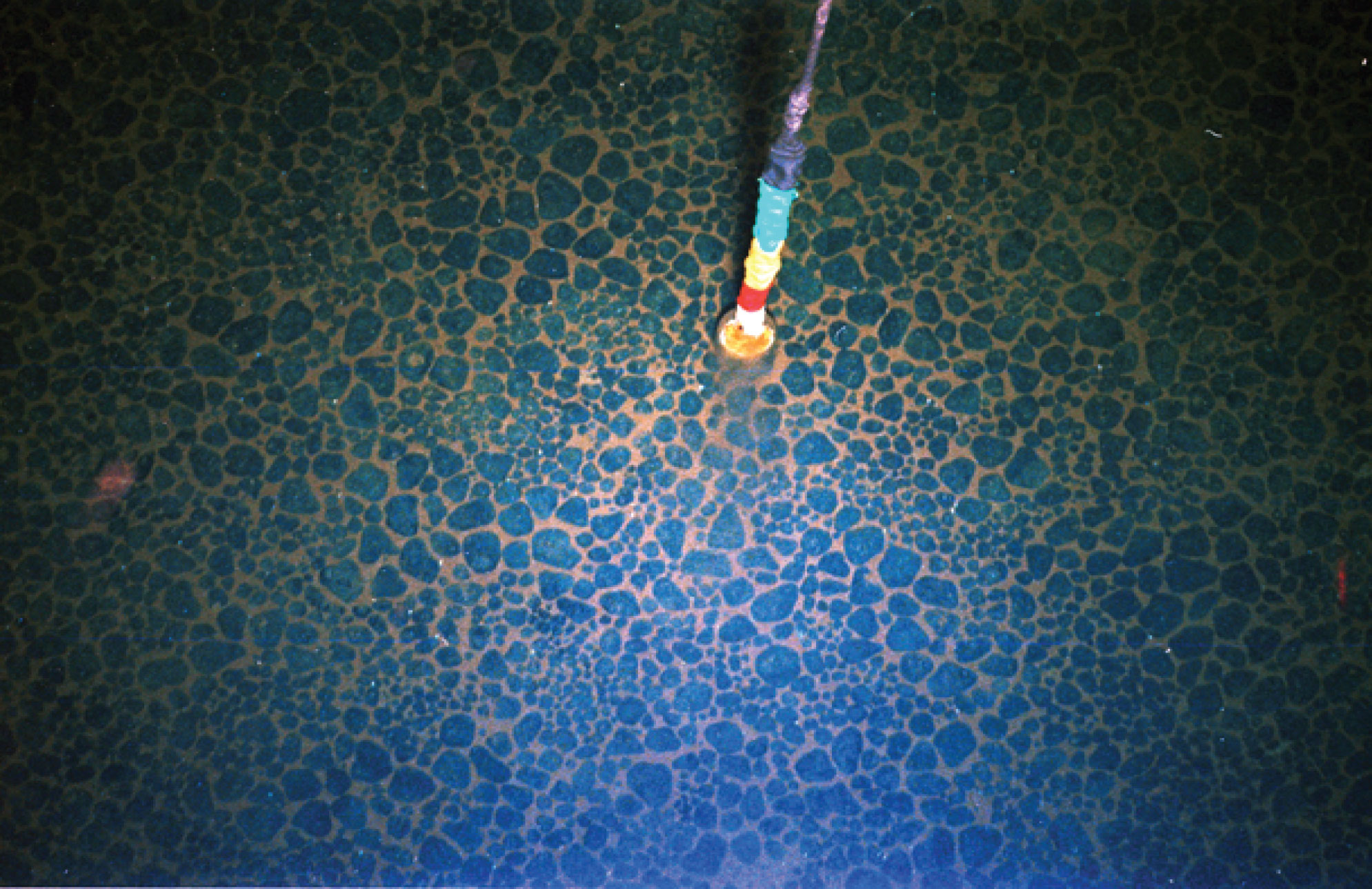
Un llit de nòduls de manganès a la costa de les Illes Cook

- Ecosistemes d'aigües subterrànies: s'han mesurat les concentracions d'oxigen dissolt en aigües subterrànies antigues que abans es suposava que eren anòxiques. La presència d'O2 s'atribueix a comunitats microbianes capaces de produir oxigen fosc i radiòlisi d'aigua. Les anàlisis metagenòmics i els estudis d'isòtops d'oxigen donen suport a la generació local d'oxigen en lloc de la barreja atmosfèrica.
- Entorns del fons marí: també s'han suggerit proves de DOP al fons oceànic profund, especialment a les regions riques en nòduls polimetàl·lics. Es proposa que aquests nòduls generin suficient corrent elèctric per impulsar l'electròlisi de l'aigua de mar, donant lloc a la producció d'O2.

## Implicacions
Malgrat les seves diverses vies, la DOP s'ha considerat tradicionalment insignificant en els sistemes terrestres. L'evidència recent suggereix que l'O2 es produeix i es consumeix en entorns foscos i aparentment anòxics a una escala molt més gran del que es pensava anteriorment, amb implicacions per als cicles biogeoquímics globals.